# Pfarrkirche Walpersbach

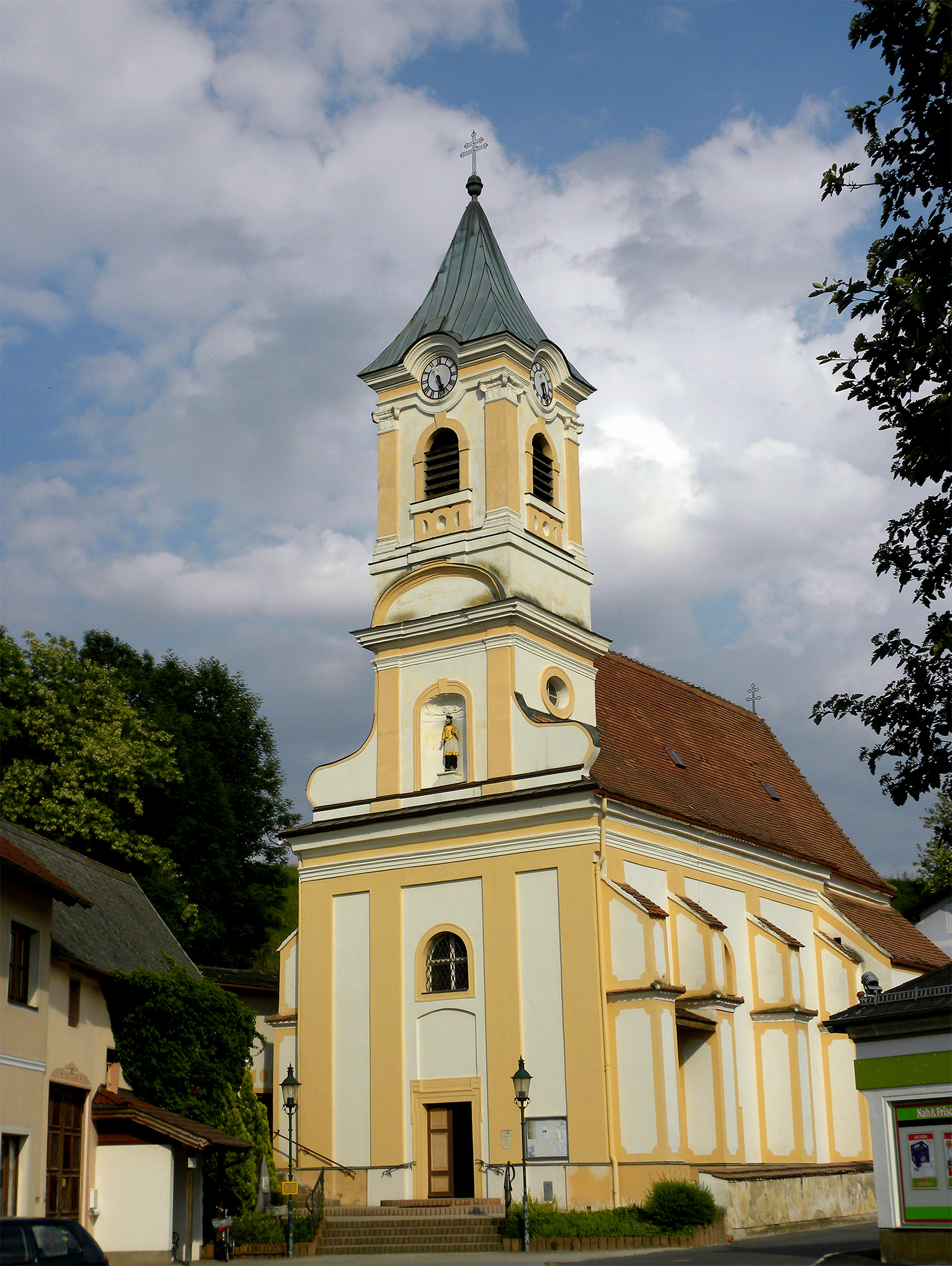
Katholische Pfarrkirche Mariä Himmelfahrt in Walpersbach

Die römisch-katholische Pfarrkirche Walpersbach steht leicht erhöht im Süden der namensgebenden Ortschaft der Gemeinde Walpersbach im Bezirk Wiener Neustadt-Land in Niederösterreich. Die dem Patrozinium Mariä Himmelfahrt unterstellte Pfarrkirche gehört zum Dekanat Lanzenkirchen in der Erzdiözese Wien. Die Kirche steht unter Denkmalschutz (Listeneintrag).

## Geschichte
Im Jahr 1373 wurde eine sogenannte Frauenkapelle gestiftet. Von 1585 bis 1587 wurde die Kirche baulich zur Wallfahrtskapelle Zum Blutwunder erweitert. Von 1713 bis 1718 wurde die Kirche barockisiert. Der Turm wurde 1789 erbaut. Von 1986 bis 1988 war eine Restaurierung.
Die Kirche wurde 1784 dem Chorherrenstift Reichersberg inkorporiert. 1861 wurde die eigene Pfarre gegründet.

## Architektur
Die barockisierte, im Kern gotische Saalkirche hat im Westen eine barocke Turmfassade.
Das Kirchenäußere zeigt ein Langhaus mit Lisenen und kräftigen Strebepfeilern mit Wasserschlägen und einem umlaufenden Gesims. Die barocke Westturmfassade ist dreigeschoßig mit Lisenengliederung und einem kleinen Volutengiebel, einem Glockengeschoß mit Schallfenstern und einem Spitzhelm von 1789. Der leicht eingezogene gotische Chor hat einen Dreiachtelschluss aus dem 14. Jahrhundert und barocke Segmentbogenfenster. Der zweigeschoßige Sakristeianbau steht im Südwesten.
Das Kircheninnere zeigt das Langhaus als dreijochigen Saal unter einem Stichkappengewölbe auf flachen Wandvorlagen mit Gurten und einem umlaufenden Gesims. Die dreiteilige Orgelempore steht auf quadratischen Pfeilern. Der Triumphbogen ist eingezogen. Der leicht erhöhte einjochige barockisierte gotische Chor hat Stichkappen und Schlusssteinscheiben und eine Gliederung durch profilierte Putzbänder.

## Einrichtung
Der Hochaltar als geschwungenes mächtiges barockes Säulenretabel entstand in der ersten Hälfte des 18. Jahrhunderts und zeigt das Gnadenbild Sitzende Figur Madonna aus dem 14. Jahrhundert flankiert von den Statuen der Heiligen Sebastian, Katharina, Barbara und Florian, im Auszug die Figurengruppe Christus am Ölberg.
Die Seitenaltäre sind barock. Der linke Seitenaltar als flaches Wandretabel zeigt das Altarbild Apostel Matthias und das Oberbild Anna und Maria und trägt die Seitenstatuen Josef und Anna. Der rechte Seitenaltar als Retabel mit gedrehten Säulen zeigt das Altarblatt hl. Judas Thaddäus und das Oberbild Erzengel Michael und trägt die Seitenfiguren der Heiligen Antonius von Padua und Franziskus.
Die Hängekanzel aus dem Anfang des 18. Jahrhunderts trägt Polierweißfiguren und am Schalldeckel einen Posaunenengel. Es gibt ein monumentales barockes Kruzifix aus dem ersten Viertel des 18. Jahrhunderts und eine Figurengruppe Anna selbdritt aus der Mitte des 18. Jahrhunderts. Die Kreuzwegbilder entstanden um 1920.
Die Orgel mit 8 Registern stammt von Rudolf Novak/Klagenfurt.

## Grabdenkmäler
- Ein Grabstein nennt 1641.